# Sommelier

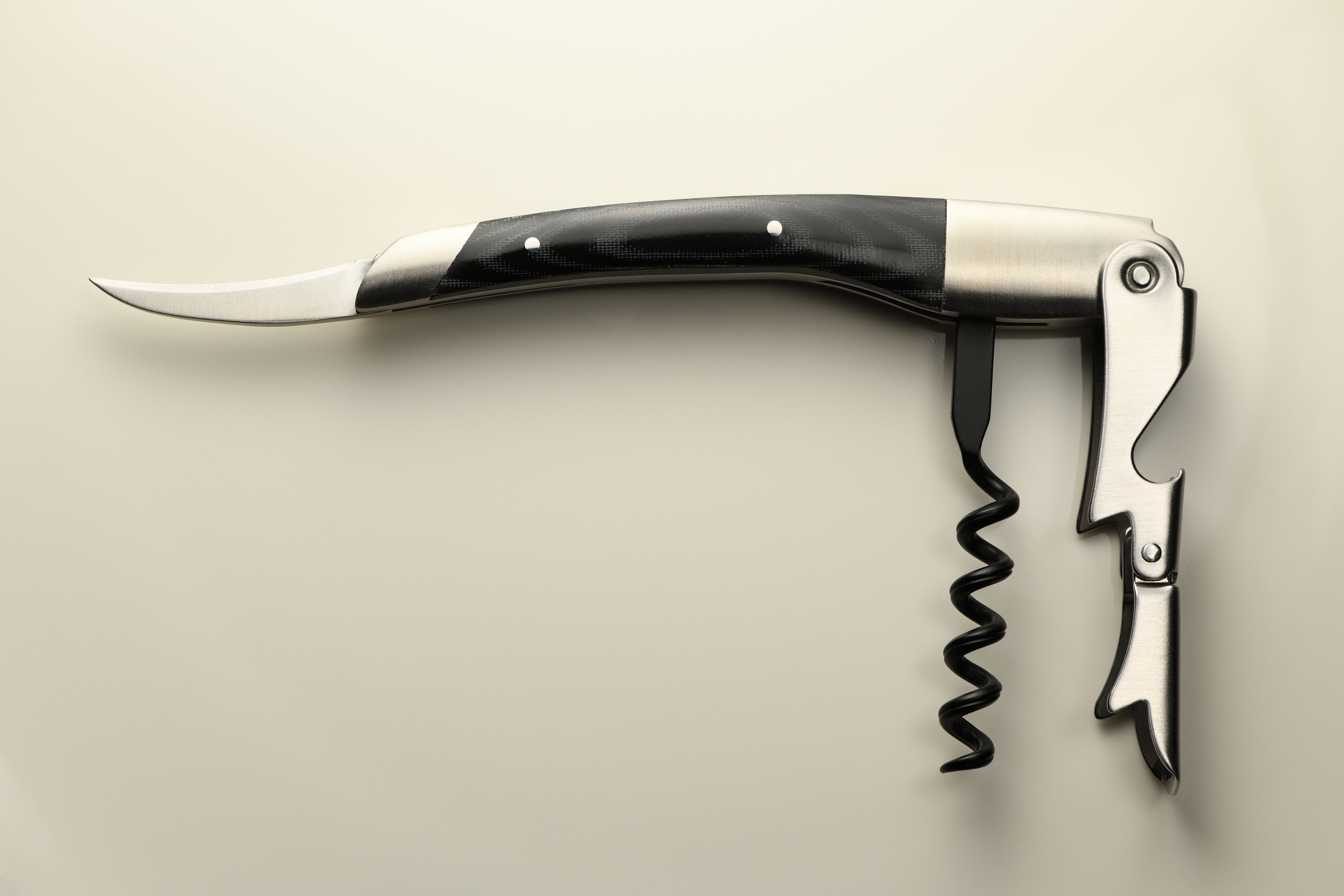
Sacacorchos de sommelier, una de sus herramientas más características.

Un sommelier o sumiller (término consignado en el diccionario de la Real Academia Española, procedente del francés sommelier) es la persona encargada del servicio de vinos y licores en la restauración. Habitualmente llevan como colgante el catavinos o taste-vin, que es una copa plateada.

## Descripción

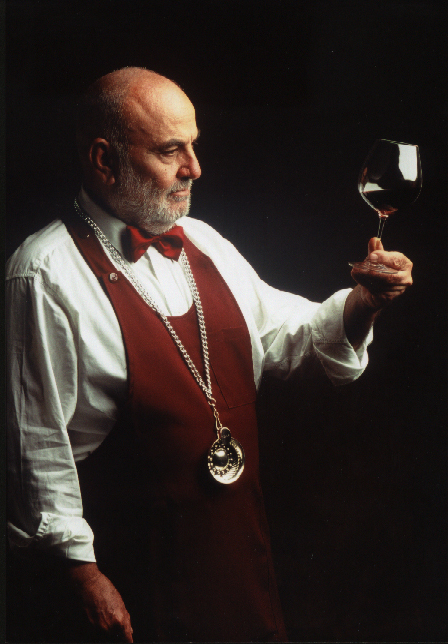
Sumiller

Un sumiller es un experto en maridaje que conoce qué vino casa mejor con una comida u otra. Los restaurantes, hoteles, bares y estancias turísticas más prestigiosas suelen contar con uno para aconsejar a los clientes. También se encarga de administrar la bodega del restaurante u hotel, del abastecimiento de la misma, del control de los vinos y de su correcta conservación.
Un sumiller dispone de amplios conocimientos de geografía vitivinícola, de la cosecha, de la crianza, de la industria del vino y de su comercialización. También conoce los aspectos legales de las denominaciones de origen.
Mientras que un enólogo es experto en la fabricación del vino, un sumiller es experto en su maridaje.
En la actualidad algunos sumilleres pueden aportar un enfoque mejorado no solamente en vinos y licores, sino en cervezas, refrescos, cócteles, aguas minerales y tabacos.

## Etimología
La palabra moderna es francesa, derivada del francés medio, donde se refería a un funcionario judicial encargado del transporte de suministros. Este uso del término se remonta a un período en el que se utilizarían animales de carga para transportar suministros. El término en francés medio probablemente tiene su origen en el viejo provenzal, donde un saumalier era conductor de animales de carga. Sauma se refirió a un animal de carga o la carga de un animal de carga. En latín tardío, sagma se refería a una silla de montar.
Esta hipótesis, sostenida a lo largo del tiempo a partir de los conceptos aportados por Littré y Du Cange, no había sido revisada hasta tiempos recientes. Lo más probable es que el sommelier de vins haya sido, en origen, un alto cargo de la corte borgoñona, derivado del sommelier de chambre, es decir, el custodio del descanso del señor. De manera similar, en España, el camarero del rey era quien velaba por los aposentos reales, y con el tiempo, el término camarero pasó a designar a los servidores en general.
Este fenómeno muestra cómo de un cargo elevado surgían otros menores con el mismo nombre genérico. Debido a la influencia de la corte de Felipe el Hermoso en la de los Reyes Católicos, en cierto momento se generó una duplicidad de nombres de cargos. En lo referente a los vinos, el camarero de vinos acabó transformándose en sumiller, término que en España se mantiene como equivalente al sommelier. 

## Educación y certificación
Aunque 'sommelier' es un título de trabajo que potencialmente cualquiera puede reclamar, convertirse en un sommelier certificado profesional a menudo requiere una combinación de experiencia, capacitación, educación formal (no se requiere una licenciatura, pero las personas pueden obtener un título de asociado de dos años), clases y exámenes.

Buen catador, 1880. Pintura de Alfonso Vinyals que se encuentra en la Biblioteca Museu Víctor Balaguer

### The Court of Master Sommeliers
The Court of Master Sommeliers (CMS), establecida en 1977, es un organismo examinador independiente que ofrece el 'Diploma Master Sommelier', el 'Certificado de Sommelier Avanzado', el 'Certificado de Sommelier Certificado' y el 'Certificado de Sommelier Introductorio'. Fue creada bajo la supervisión de la Worshipful Company of Vintners, el Institute of Masters of Wine, la British Hotels & Restaurants Association, la Wine and Spirit Trade Association of Great Britain y la Wholesale Tobacco Trade Association.
Tiene su sede central en Torquay, Reino Unido.

### International Sommelier Guild
El International Sommelier Guild (ISG) educa y certifica sommeliers en Canadá, China y Estados Unidos. Fue fundado en 1982 y su programa consta de Fundamentos del Vino de Nivel 1, Fundamentos del Vino de Nivel 2 y un Diploma de Sommelier. También ofrecen un diploma de "Instructor de Sommelier Certificado".

### International Wine & Spirits Guild
El International Wine & Spirits Guild fue fundado en 1998 y está aprobado y regulado por el Departamento de Educación Superior de Colorado, Estados Unidos.

### North American Sommelier Association
La North American Sommelier Association fue fundada en 2006 y tiene su sede central en Los Ángeles, Canadá.

### National Wine School
La National Wine School fue fundada en 2009 en Los Ángeles, California, Estados Unidos. La escuela ofrece una certificación profesional que cumple con ANSI para el comercio del vino en los Estados Unidos. Ofrecen cinco niveles de certificación de vinos. Para obtener un pin de sumiller, se debe completar la certificación de nivel tres. Para obtener el pin de sumiller avanzado, el estudiante debe completar la certificación de nivel cuatro.

### Unión de la Sommellerie Française
En Francia, la Unión des Sommeliers (UDS) fue fundada en 1907 para garantizar la protección social de sus miembros, tanto sumilleres como maestros de bodega en la región de París. El enfoque y el papel de la asociación se desarrollaron a lo largo de los años, ya que perdió su autonomía al fusionarse con la  Mutualité Hôtelière  en 1959. Diez años después, los sumilleres recuperaron su independencia con la Association des Sommeliers de París (ASP) que fue fundada en 1969. El mismo año se creó la Association de la Sommellerie Internationale (ASI) y se federó con otras organizaciones en el mundo, y en 1970 la antigua UDS fue renombrada como Unión de la Sommellerie Française, UDSF, que supervisa hoy las 21 asociaciones regionales en Francia (incluida la ASP). Los títulos Mention Complémentaire Sommellerie (MCS) y Brevet Professionnel de Sommelier (BP) se pueden lograr estudiando para muchos proveedores aprobados diferentes, y la calificación final de Maître Sommelier puede lograrse después de una evaluación profesional precisa, que requiere al menos 10 años de experiencia profesional.

### Associazione Italiana Sommelier
En Italia, la Associazione Italiana Sommelier fundada el 7 de julio de 1965, es una de las asociaciones de sommeliers más antiguas del mundo. Está oficialmente reconocida por el gobierno italiano. La Associazione Italiana Sommelier es parte fundadora de la Worldwide Sommelier Association (WSA).

### Wine & Spirit Education Trust
El Wine & Spirit Education Trust (WSET) ofrece cursos de formación.

### Unión de Asociaciones Españolas de Sumilleres
La Unión de Asociaciones Españolas de Sumilleres (UAES) agrupa y representa los intereses de las asociaciones locales y regionales de los sumilleres en España. Se encuentra dentro de la Association de la Sommellerie Internationale. Difunde en su web diversos cursos de formación que tienen lugar en España.

### Escuela Internacional de Cocina de Valladolid
La Escuela Internacional de Cocina de Valladolid, España, ofrece el Curso Internacional de Sumiller Profesional.

### Basque Culinary Center
El Basque Culinary Center, en España, ofrece un máster en Sumillería y Enomarketing. Este título está respaldado por la Universidad de Mondragón.

### Escuela Mexicana de Sommeliers
La Escuela Mexicana de Sommeliers ofrece cursos de formación.

### Asociación Argentina de Sommeliers
Como miembro de la ASI avala los títulos de los siguientes centros: Centro Argentino de Vinos y Espirituosas, Escuela Argentina de Sommeliers, Escuela Argentina de Vinos, Escuela de Cocineros Patagónicos, Instituto Gato Dumas y Universidad Católica de Cuyo.

## Profesiones similares
Otros roles especializados en el servicio de bebidas toman el término "sommelier". Entre ellos: sommelier de cerveza (también llamado cicerone), sommelier de agua, sommelier de café, sommelier de leche y sommelier de sake.